# Дячун Роман Теодорович
Рома́н Теодорович Дячу́н (псевдо «Марко», «Назар») — учасник національно-визвольних змагань, заступник районного провідника ОУН, згодом районний референт СБ УПА, референт СБ ОУН. 7 червня 1922 (за іншими джерелами 1924), село Смиківці, Великоборківська гміна, Тарнопільський повіт, Тарнопільське воєводство (нині Тернопільський район, Тернопільська область) — 7 червня 1950 місто Тернопіль.

## Біографія
Навчався Роман Дячун у Тернопільській гімназії, після закінчення якої став референтом Служби Безпеки УПА ,,Ореста’’. Після звільнення села Смиківці від німецьких загарбників Українська Повстанська Армія перейшла у підпілля і продовжила збройну боротьбу проти більшовиків. Роман Дячун пройшов спеціальний вишкіл, щоб потрапити в Службу Безпеки ОУН. Зі спогадів Неоніли Соляк (вигадане прізвище), племінниці і похресниці Романа Дячуна, у нього боліли ноги і він хворів на туберкульоз кісток. Лікував його лікар Оберишин, який був патріотом-українцем, як і Роман.
У березні 1945 року Роман Дячун прибув у Тернопіль за вказівкою керівника СБ і до 1950 року переховувався у будинку Михайла Гарака. Він розповсюджував антирадянські листівки, планував і готував проведення терористичних актів проти керівних правоохоронних органів області. Явочна квартира в референта СБ УПА знаходилась в невеличкому будинку на околиці Тернополя, (тепер будинок № 33 пр. Степана Бандери).
У Смиківцях, на батьківському городі знаходилася криївка. Вона була замаскована, мала вентиляційний канал на поверхню, через який і передавали йому їжу. Життя під землею було складним. Виходив на поверхню лише раз на добу, виключно вночі і ненадовго — подихати свіжим повітрям, або привести себе у порядок чи зустрітися зі зв'язковими. Однією зі зв'язкових була наречена Осипа (прізвище невідоме). Вона працювала бухгалтером. Через неї Роман передавав записки, які вона читала і викидала. За Осипою слідкували. Референт «Марко» своєю тонкою інтуїцією відчув небезпеку і попалив усі документи, щоб ворогам нічого не дісталось. Осипу заарештували і кинули до Тернопільської тюрми, після катувань її заслали в Сибір. 7 червня 1950 року о 10.30 ранку, при проведенні операції підрозділом військ МВС у садибі М. Гарака, Роман Дячун застрелився.

## Бойовий шлях

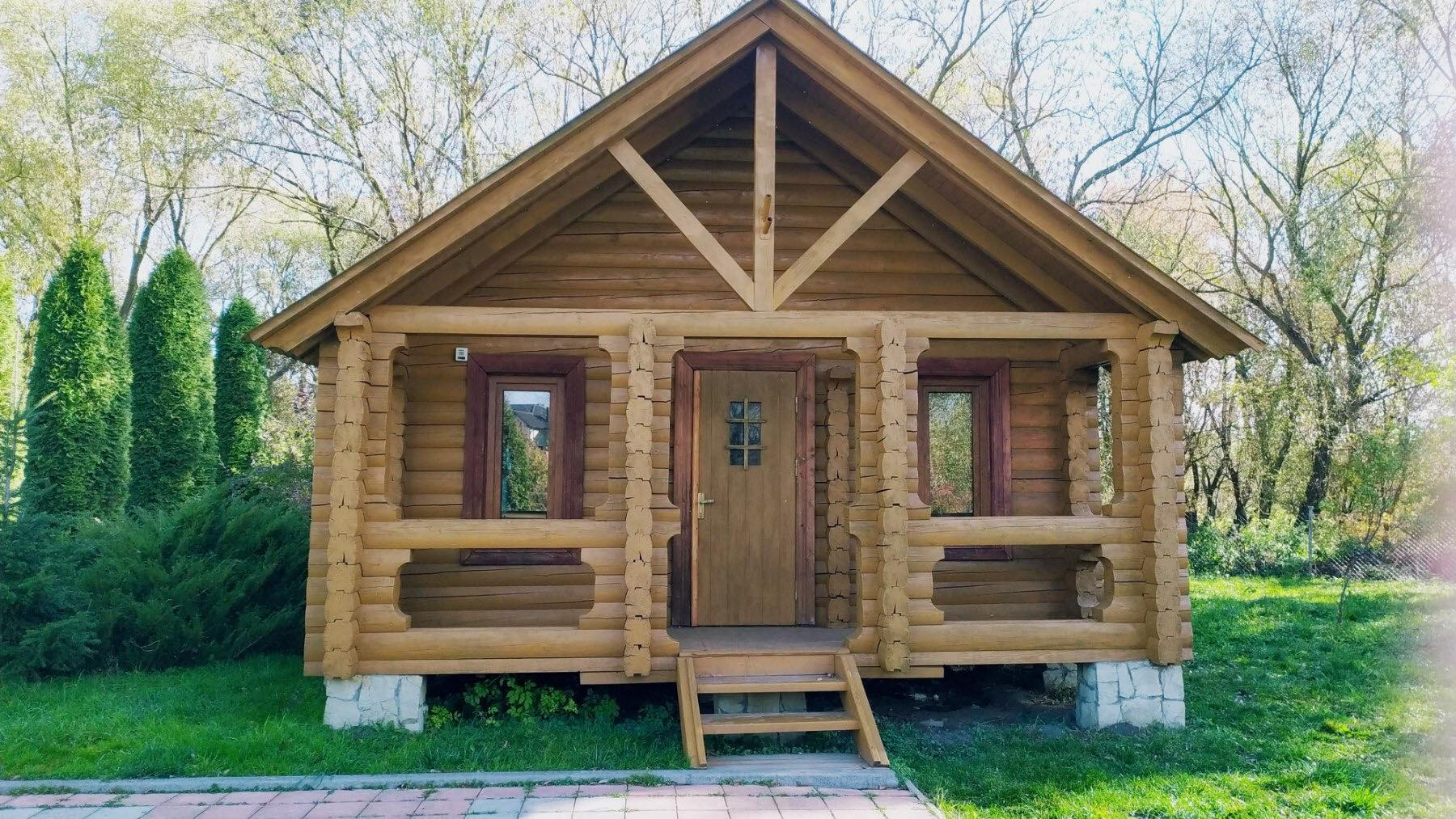
Краєзнавча світлиця розташована на території меморіального комплексу імені Т. Г. Шевченка

Станом на весну 1943-го перебував у лавах УПА. З березня 1949 року по 7 червня 1950-го — на нелегальному становищі в Тернополі. Через підлеглих розповсюджував антирадянські листівки, провадив заходи для здобуття зброї.
7 червня 1950 року працівники радянських спецслужб вистежили криївку, вранці оточили будинок, почали викликати Романа, щоб здався.
«Перед тим будинком (Бандери, 33), де розміщена дошка Роману Дячуну, був приватний дім. Хата була ще довоєнна. На його стриху була обладнана криївка. Помешкання належало Гіракам. Потім господарів виселили на заслання.
МДБ вислідили й одного ранку оточили будинок та почали його викликати, щоби здався. Той попалив всі документи, папери, порізав на собі одяг, чоботи, щоби нічого не дісталося їм, відстрілювався, доки мав кулі — цілив по офіцерах. Останню кулю залишив для себе. Вистрілив собі під підборіддя.»
Роман Дячун — бабусин брат тернополянина Ігоря Аркуші, який, власне, поділився описаними спогадами.

## Вшанування
У Тернополі на вулиці Степана Бандери,33 встановлено пам'ятну дошку на місці, де відбулася перестрілка референта «Марка» з енкаведистами. Встановили пам'ятну дошку на будинку 13 жовтня 2005 року як пам'ять про героя ОУН УПА Романа Дячуна, який загинув під час сутички з підрозділом військ МВС.
Жителі села Смиківці вшанували память Романа Дячуна, збудувавши краєзнавчу світлицю у центрі села, на території меморіального комплексу імені Тараса Григоровича Шевченка.
Пам’яті Романа Дячуна
Запекло, заболіло серце бідне твоє.

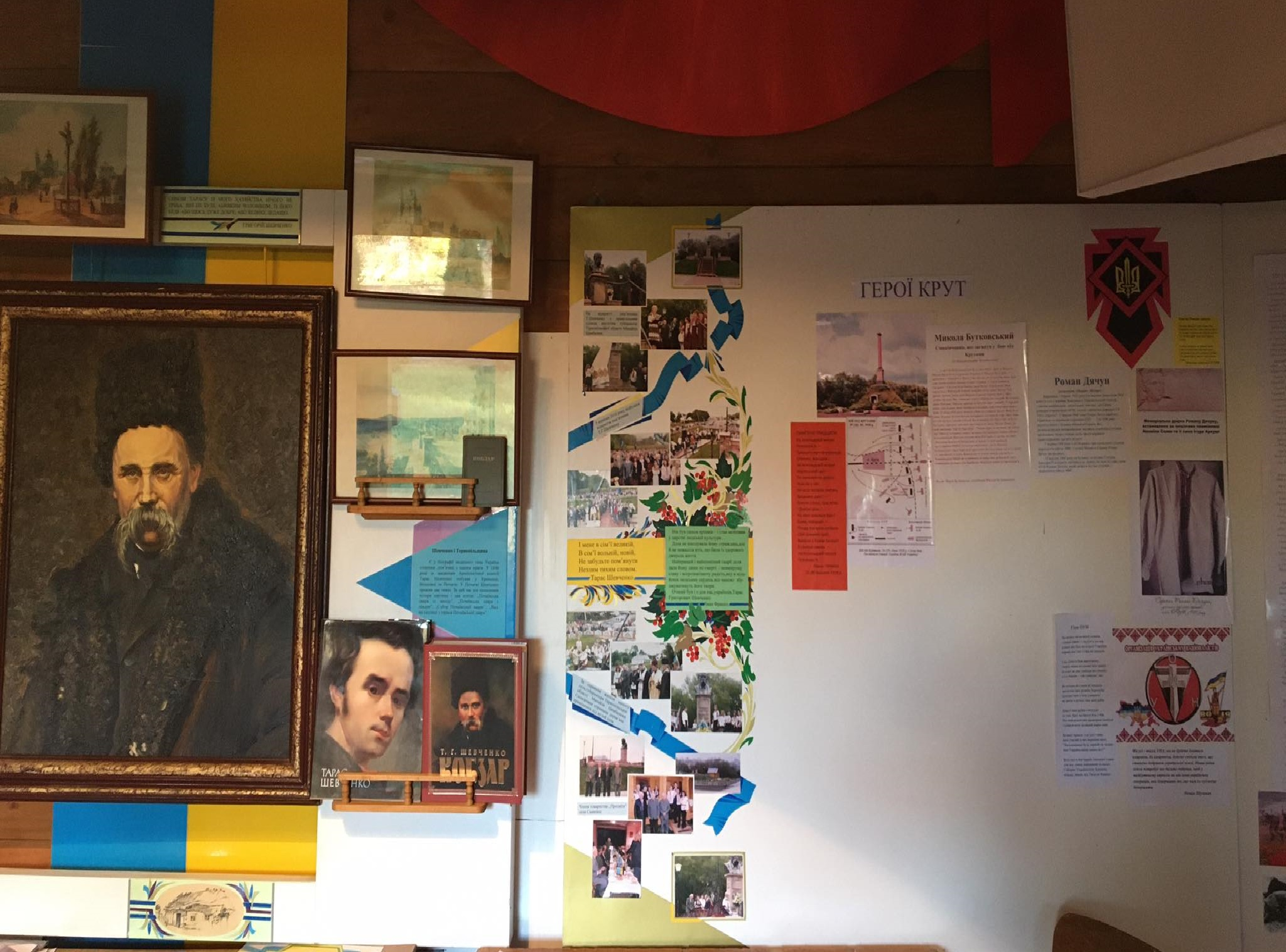
Стенд у краєзнавчі світлиці, село Смиківці.

Затремтіло все тіло з того смутку, що є.
На подвір’ї чужому син убитий лежить.
Тут криївка край дому кров червона горить.
Із виска витікала, по травиці текла,
І його зігрівала вже востаннє вона.
Син дивився на небо, а кругом синява.
«Ти пробач мені, мамо» - тобі чулись слова.
Я не міг себе дати в руки тим ворогам,
Краще мертвим лежати, чим служити катам.
Ой, не стій тут, рідненька: бачиш – ворог, біжи.
Мертвий я, моя ненько, ти родину спаси.
За свою Україну я житям заплатив,
За ту волю єдину я на мить не жалів.
Обірвалося нині, як струна, те життя.
Обійми всю родину й не забудь за дівча.
Ти дивилась здалека, рвалось серце й душа.
Ані писку, ні звуку, лиш скотилась сльоза.
Підкрадися, смереко, чи живий підкажи.
Та шептала з далека: він же мертвий, біжи.
Запліталися ноги, і на силу ішла,
Тобі раптом здалося, що ти гору несла.
І все бачила тіло, а кругом вороння,
Лиш ромашечка біла доторкалась чола.
З гірким сумом полями все ж додому дійшла,
Щиро мила сльозами і траву, і поля.
Ти від горя зчорніла, лиш шептала слова:
«Ой ти, доле зрадлива, чом забрала дитя?»
Всю сім’ю позбирала і тікала з села,
Ще куди і незнала, поки ворог дріма.
За любов до країни, до своєї землі
Стали й ви ворогами разом з сином тоді.
Поїзд стукав тихенько при відкритім вікні,
Раптом пташка тихенька заспівала тобі.
Мати втратила сина, та придбала земля –
Вся тепер Україна його мати свята.
Ти вслухалась в пташину і плелися думки:
Хто ж продав тебе, сину, за які копійки?
Так любив свою землю більш за мене й життя,
Пам’ятай його, нене, Україно моя.
Заспівай йому, вітре, ту могилку знайди.
Ой, калино червона, в голові зацвіти.
А ти, матінко-земле, колиши на руках.
Син-герой твій не мертвий – він живе у піснях.
Мирослава Дуфанець, 28.01.2009 р.